# Chiastosella
Chiastosella is een mosdiertjesgeslacht uit de  familie van de Escharinidae en de orde Cheilostomatida.

## Soorten
- Chiastosella daedala (MacGillivray, 1882)
- Chiastosella dissidens Gordon, 1989
- Chiastosella duplicata Gordon, 1989
- Chiastosella enigma Brown, 1954
- Chiastosella ettorina Ragazzola, Bazzicalupo, Taylor, Okamura & Schmidt, 2014
- Chiastosella exuberans Gordon, 1989
- Chiastosella gabrieli Stach, 1937
- Chiastosella longaevitas Powell, 1967
- Chiastosella splendida (Livingstone, 1929)
- Chiastosella umbonata Gordon, 1989
- Chiastosella watersi Stach, 1937